# Nitroplus
Nitroplus Co., Ltd. (яп. 株式会社ニトロプラス Кабусики-гайся Ниторопурасу), так же известная как nitro+ — японская компания, занимающаяся разработкой компьютерных игр в жанре визуальный роман, включая игры для взрослой аудитории. Штаб-квартира компании расположена в Токио. Работы компании, как правило, выполнены в мрачном стиле. Сюжеты романов опираются на элементы фантастического триллера и психологизма. У компании есть филиал под названием Nitro+Chiral, разрабатывающий BL-игры. Маскотом компании с 14 октября 2006 года является Супер Сонико. В сентябре 2021 года компания объявила о создании бренда Nitro Origin, под которым будет издавать игры, нацеленные на взрослую аудиторию.

## Список работ
- Phantom of Inferno (25 февраля 2000 года)
- Kyuuketsu Senki Vjedogonia (26 января 2001 года)
- Kikokugai: The Cyber Slayer (29 марта 2002 года)
- Hello, world. (27 сентября 2002 года)
- Zanma Taisei Demonbane (25 апреля 2003 года)
- Saya no Uta (26 декабря 2003 года)
- Phantom INTEGRATION (17 сентября 2004 года)
- Angelos Armas -Tenshi no Nichou Kenju- (28 января 2005 года)
- Jingai Makyō (24 июня 2005 года)
- Hanachirasu (30 сентября 2005 года)
- Sabbat Nabe (Декабрь 2005 года)
- Kishin Hishou Demonbane (26 мая 2006 года)
- Gekkō no Carnevale (26 января 2007 года)
- Zoku Satsuriku no Django -Jigoku no Shoukinkubi- (27 июля 2007 года)
- Sumaga (26 сентября 2008 года)
- Sumaga Special (26 июня 2009 года)
- Full Metal Daemon: Muramasa (30 октября 2009 года)
- Axanael (17 декабря 2010 года)
- Sonicomi (2011 год)
- Phenomeno (15 июня 2012 года)
- Guilty Crown: Lost Christmas (27 июля 2012 года)
- Kimi to Kanojo to Kanojo no Koi (28 июня 2013 года)
- Еxpelled From Paradise (2014)

### 5pb. x Nitro+
- Chaos;Head (25 апреля 2008 года)
- Chaos;Head Noah (26 февраля 2009 года)
- Steins;Gate (15 октября 2009 года)
- Chaos;Head Love Chu Chu! (25 марта 2010 года)

### Работы Nitro+Chiral
- Togainu no Chi (25 февраля 2005 года/29 мая 2008 года)
- Lamento -Beyond the Void- (10 ноября 2006 года)
- sweet pool (19 декабря 2008 года)
- Dramatical Murder (23 марта 2012 года)
- DRAMAtical Murder re:connect (26 апреля 2013 года)
- Slow Damage (25 февраля 2021 года)